# I-divisioona 1996/97
Die Saison 1996/97 war die 23. Spielzeit der I-divisioona, der zweithöchsten finnischen Eishockeyspielklasse. Die sechs bestplatzierten Mannschaften qualifizierten sich für die SM-liiga-Relegation, in der alle sechs Mannschaften scheiterten. Die vier Letztplatzierten stiegen direkt in die dritte Liga ab. Zudem scheiterten die Mannschaften auf den Plätzen 11 und 12 in der Relegation und stiegen ebenfalls ab.

## Modus
In der Hauptrunde absolvierte jede der 16 Mannschaften insgesamt 30 Spiele. Die acht bestplatzierten Mannschaften der Hauptrunde qualifizierten sich für die Finalrunde, deren sechs beste Mannschaften sich wiederum für die SM-liiga-Relegation qualifizierten. Die übrigen acht Mannschaften der Hauptrunde absolvierten eine Abstiegsrunde, deren vier Letztplatzierten in die dritte Liga abstiegen, während die Mannschaften auf den Plätzen 11 und 12 der Abstiegsrunde in der Relegation um den Klassenerhalt antreten mussten. Die Ergebnisse aus der Hauptrunde wurden in die Final- bzw. Abstiegsrunde übernommen. Für einen Sieg erhielt jede Mannschaft zwei Punkte, bei einem Unentschieden gab es einen Punkt und bei einer Niederlage null Punkte.

## Finalrunde
|    | Klub             | Sp | S  | U | N  | Tore    | Punkte |
| -- | ---------------- | -- | -- | - | -- | ------- | ------ |
| 1. | Karhut           | 44 | 26 | 7 | 11 | 194:149 | 59     |
| 2. | Kärpät Oulu      | 44 | 26 | 4 | 14 | 196:154 | 56     |
| 3. | Pelicans Lahti   | 44 | 26 | 3 | 15 | 168:119 | 55     |
| 4. | Haukat Järvenpää | 44 | 25 | 5 | 14 | 180:142 | 55     |
| 5. | FPS Forssa       | 44 | 26 | 2 | 16 | 178:116 | 54     |
| 6. | Hermes Kokkola   | 44 | 21 | 7 | 16 | 161:155 | 49     |
| 7. | Ahmat Hyvinkää   | 44 | 20 | 7 | 17 | 153:137 | 47     |
| 8. | TuTo Hockey      | 44 | 19 | 3 | 22 | 182:156 | 41     |

Sp = Spiele, S = Siege, U = Unentschieden, N = Niederlagen

## Abstiegsrunde
|     | Klub                    | Sp | S  | U | N  | Tore    | Punkte |
| --- | ----------------------- | -- | -- | - | -- | ------- | ------ |
| 9.  | SaPKo Savonlinna        | 44 | 25 | 6 | 13 | 172:144 | 56     |
| 10. | Jää-Kotkat Uusikaupunki | 44 | 23 | 3 | 18 | 166:144 | 49     |
| 11. | Kiekko-67 Turku         | 44 | 19 | 6 | 19 | 135:137 | 44     |
| 12. | Titaanit Kotka          | 44 | 19 | 3 | 22 | 153:158 | 41     |
| 13. | PiTa Helsinki           | 44 | 15 | 1 | 28 | 142:178 | 31     |
| 14. | Koo-Vee                 | 44 | 13 | 4 | 27 | 137:199 | 30     |
| 15. | KooKoo                  | 44 | 8  | 3 | 33 | 117:242 | 19     |
| 16. | Ketterä Imatra          | 44 | 8  | 2 | 34 | 135:239 | 18     |

Sp = Spiele, S = Siege, U = Unentschieden, N = Niederlagen

## Relegation
- Kiekko-67 Turku – Vaasan Sport 1:2 (5:3, 2:7, 1:2 n. V.)
- Diskos Jyväskylä – Titaanit Kotka 2:1 (5:3, 1:2, 4:1)